# Levorfanol

Strukturformel för levorfanol.

Levorfanol (17-metylmorfinan-3-ol, summaformel C17H23NO) är ett smärtstillande preparat som tillhör gruppen opioider.
Substansen är narkotikaklassad och ingår i förteckningen N I i 1961 års allmänna narkotikakonvention, samt i förteckning II i Sverige.